# Josef Christian Körling
Josef Christian Körling (* 5. Mai 1892 in Dortmund; † 3. April 1959 ebenda) war ein deutscher Kaufmann, Landrat sowie Bürgermeister der Stadt Bad Sooden-Allendorf.

## Leben
Josef Christian Körling wurde als Sohn des Dortmunder Schreinermeisters Christian Körling geboren, absolvierte nach dem Abitur am Stadtgymnasium Dortmund eine kaufmännische Lehre und trat in die väterliche Möbelschreinerei (Werkstatt für Innenausbau) ein, da sein Bruder im Ersten Weltkrieg gefallen war.
Er engagierte sich kommunalpolitisch und hatte vom 12. März 1919 bis zum 8. Januar 1930 als Mitglied der Zentrumspartei einen Sitz im Dortmunder Stadtrat. Der elterliche Betrieb wurde im Zweiten Weltkrieg ausgebombt, so dass eine Evakuierung nach Bad Sooden notwendig wurde. Zum Jahresende 1944 wurde er zur Wehrmacht einberufen, jedoch verweigerte er den Kriegsdienst.
Im Monat April 1945 wurde er von der Alliierten Besatzungsmacht als Bürgermeister von Bad Sooden eingesetzt und bereits im Mai folgte die Berufung als Landrat in den Landkreis Schlüchtern. In dieser Funktion hatte er die Befehle des amerikanischen Kommandeurs umzusetzen. 1946 wurde er von Walter Jansen in seinem Amt abgelöst.
Körling zog nach Dortmund zurück, wurde Geschäftsführer des wieder aufgebauten Geschäftes, das er bis zu seinem Tod leitete.
Er gehörte zu dem Mitbegründern der Dortmunder CDU.